# Jagna Janicka
Jagna Janicka (występuje również jako Anna Jagna Janicka; ur. 1959) – polska kostiumograf i scenograf filmowy i teatralny.
Absolwentka Wydziału Scenografii Teatralnej, Filmowej i Telewizyjnej Akademii Sztuk Pięknych w Krakowie. Dyplom pod kierunkiem prof. Jerzego Skarżyńskiego uzyskała w 1987 r. Projektuje scenografię i kostiumy do teatru, filmu, opery oraz baletu. Jest członkiem Polskiej Akademii Filmowej oraz Europejskiej Akademii Filmowej.
Współpracowała z reżyserami Bogdanem Hussakowskim, Tadeuszem Bradeckim, Mariuszem Grzegorzkiem, Andrzejem Domalikiem, Barbarą Sass, Maciejem Prusem, Magdaleną Łazarkiewicz, Jerzym Stuhrem, Leszkiem Wosiewiczem, Krzysztofem Zanussim, Łukaszem Barczykiem.
Przygotowywała scenografię i kostiumy do przedstawień w Teatrze Starym, Teatrze Słowackiego, Teatrze STU w Krakowie, Teatrze Dramatycznym, Narodowym, Polonia, Powszechnym w Warszawie, Nowym w Poznaniu oraz w Teatrze Jaracza w Łodzi.
Współpracowała z Operą Bałtycką przy realizacjach operowych Oniegina Piotra Czajkowskiego (2009) w reż. M.Weiss-Grzesińskiego, baletu 4X 4 (2008) w choreografii Izadory Weiss, Rigoletta Giuseppe Verdiego w reż. M.Weiss- Grzesińskiego (2007) oraz z Opera Nova w Bydgoszczy przygotowując kostiumy do La Bohème (2011) w reż. M. Prusa.

## Nagrody i wyróżnienia
- Siedem nominacji do Polskiej Nagrody Filmowej, Orzeł za kostiumy do filmów: 
  - Życie jako śmiertelna choroba przenoszona drogą płciową (2000)
  - Boże skrawki (2001)
  - Persona non grata (2006)
  - Straż nocna (2008)
  - Rysa (2009)
  - Miasto z morza (2010)
  - W ciemności (2012)
- Trzy nominacje do Polskiej Nagrody Filmowej, Orzeł za scenografię do filmów:
  - Persona non grata (2006)
  - Rysa (2009)
  - Hiszpanka (2015)
- Nagroda na Festiwalu Filmowym w Gdyni za kostiumy do filmu W ciemności (2012)
- Nagroda na Festiwalu Fillmowym w Gdyni za scenografię do filmu Hiszpanka (2015)
- Nagroda na 43. Festiwalu Polskich Filmów Fabularnych w Gdyni za scenografię do filmu Kler (2018)
- Polska Nagroda Filmowa, Orzeł za scenografię do filmu Hiszpanka (2015)
- Nagroda teatralna „Ludwik” za rok 2002 za najlepszą scenografię w Krakowie za spektakl Idiota w reżyserii Barbary Sass
- Nagroda za scenografię do Europa – Mikrodramaty na IV Ogólnopolskim Festiwalu Dramaturgii Współczesnej w Zabrzu w roku 2004.